# Le Livre d'or de la science-fiction : Le Monde des chimères
Le Livre d'or de la science-fiction : Le Monde des chimères, sous-titré L'Épopée fantastique - 3, est une anthologie de douze nouvelles de fantasy et de science-fiction écrites par des auteurs américains ou britanniques, publiée en juin 1981 en France. Rassemblées par Marc Duveau, les nouvelles sont parues entre 1961 (Le Joyau d'Arwen) et 1976 (Chimère ; Deux soleils couchants).

## Publication
L'anthologie fait partie de la série francophone Le Livre d'or de la science-fiction, consacrée à de nombreux écrivains célèbres ayant écrit des œuvres de science-fiction ou de fantasy. Elle ne correspond pas à un recueil déjà paru aux États-Unis ; il s'agit d'un recueil inédit de nouvelles, édité pour le public francophone, et en particulier les lecteurs français.
L'anthologie a été publiée en juin 1981 aux éditions Presses Pocket, collection Science-fiction no 5112  (ISBN 2-266-01050-6) ; elle a été rééditée en 1991 dans la collection Le Grand Temple de la S-F avec pour titre New Fantasy 3 : Le Monde des chimères  (ISBN 2-266-02841-3).
L'image de couverture a été réalisée par Marcel Laverdet.

## Liste des nouvelles
- Chimère, de Tanith Lee (The Demoness, 1976), traduction Marc Duveau
- L'Épée Dyrnwyn, de Lloyd Alexander (The Sword Dyrnwyn, 1973), traduction Jacques Guiod
- Le Joyau d'Arwen, de Marion Zimmer Bradley (The Jewel of Arwen, 1974), traduction Jacques Guiod
- Deux soleils couchants, de Karl Edward Wagner (Two Suns Setting, 1976), traduction Jacques Guiod
- La Monnaie de la pièce, de C. A. Cador (Payment in Kind, 1975), traduction Alain Garsault
- La Guerre des magiciens, de William Rotsler (War of the Magicians, 1979), traduction Mimi Perrin
- Coranda, de Keith Roberts (Coranda, 1981), traduction Jacques Guiod
- Le Chant aux portes de l'aurore, de Richard Cowper (Piper at the Gates Dawn, 1976), traduction Claude Saunier
- Un triomphe à Utica, de Avram Davidson (They love me in Utica), traduction Jacques Guiod
- Le Duc, la fille du meunier et le chat de Zanzibar, de Joanna Russ (The Zanzibar Cat, 1971), traduction Mimi Perrin
- Étoiles blanches, de Michael Moorcock (White Stars, 1975), traduction Élisabeth Gille
- Comme un chant de lumière triste, de George R. R. Martin, (The Lonely Songs of Larren Dorr, 1976), traduction Mimi Perrin

## Introduction et préface
- L'Épopée fantastique, introduction de Marc Duveau (pages 7 à 22).
- Le Monde des chimères, préface de Marc Duveau (pages 23 à 26).